# Doutor da Igreja
Doutor da Igreja (em latim: doctor, "professor"; de docere, "ensinar") é um título conferido por uma variedade de igrejas cristãs a indivíduos de reconhecida importância, particularmente nos campos da teologia ou doutrina católica.

## Antes do século XVI
Na Igreja ocidental, quatro Padres da Igreja já haviam conquistado esta honra já no início da Idade Média: São Gregório Magno, Santo Ambrósio, Santo Agostinho e São Jerônimo. O termo "quatro Doutores" ou "Doutores latinos" é comumente encontrado nas obras dos escolásticos e um decreto do papa Bonifácio VIII (1298) ordenou que se celebrassem festas, aos pares, em toda a igreja.
Na Igreja Oriental, três Doutores se destacaram: São João Crisóstomo, São Basílio Magno e São Gregório de Nazianzo. As festas dos três tornaram-se obrigatórias por todo o Império Romano do Oriente por decreto do imperador Leão VI, o Sábio. Uma festa em comum foi criada depois, celebrada em 30 janeiro e chamada de "Festa dos Três Hierarcas". Conta-se que os Três Doutores apareceram em sonho para João Mauropo, bispo de Euceta, e ordenaram-lhe que instituísse uma festa em sua homenagem para que acabasse uma disputa que existia entre seus defensores e panegiristas individuais. Contudo, sermões pedindo a festa já aparecem em manuscritos de Cosme, o Vestidor (fl. século X) e os três são tão populares na arte oriental quanto os quatro latinos o são na ocidental. No ocidente, a analogia levou à veneração de "quatro" doutores orientais e Santo Atanásio foi adicionado aos três hierarcas.

## Igreja Católica Romana
Os detalhes sobre o título "Doutor da Igreja" variam de uma igreja particular para outra.

### Igreja Latina
Na Igreja Latina, os quatro doutores latinos já haviam sido há muito tempo reconhecidos quando os mais importantes doutores do oriente, São João Crisóstomo, São Basílio Magno, São Gregório de Nazianzo e Santo Atanásio, foram reconhecidos em conjunto, em 1568, pelo papa Pio V (vide abaixo).
Gradualmente, novos nomes foram se juntando à lista. As pré-condições são três:
1. Eminens doctrina ("Importância da doutrina");
2. Insignis vitae sanctitas ("Alto grau de santidade");
3. Ecclesiae declaratio ("Proclamação da Igreja").

Papa Bento XIV explica a terceira condição como sendo uma declaração do sumo pontífice ou de um concílio geral. Porém, apesar de diversos concílios gerais terem aclamado obras de certos Doutores, nenhum concílio até o momento conferiu, de facto, o título de "Doutor da Igreja". Na prática, o procedimento consiste num decreto que estende à toda a Igreja o uso do Ofício Divino e da Missa de um indivíduo que já é santo o título de "doutor". Este decreto é emitido pela Congregação para o Culto Divino e Disciplina dos Sacramentos e aprovado pelo papa depois de, se necessário, uma avaliação cuidadosa das obras do santo. Não é, de forma alguma, uma decisão ex cathedra e nem equivale a uma declaração de que nenhum erro doutrinário será encontrado nos ensinamentos do referido Doutor. Na realidade, nem mesmo o maior dos Doutores está completamente imune ao erro.
Até o Papa Francisco proclamar Irineu de Lyon como Doutor, nenhum mártir foi incluído na lista, uma vez que tanto o Ofício quanto a Missa eram reservados aos confessores. É justamente por isso, como lembra Bento XIV, que grandes nomes como Santo Inácio de Antioquia e São Cipriano não são Doutores.
As obras destes Doutores variam consideravelmente nos temas e na forma. Alguns doutores, como Gregório ou de Ambrósio, são proeminentes por suas epístolas e tratados curtos. Catarina de Siena e João da Cruz escreveram sobre teologia mística. Agostinho e Belarmino defenderam a Igreja contra heresias. A "História Eclesiástica do Povo Inglês" de Beda é uma obra que fornece uma riqueza incomparável de informações sobre a Inglaterra no início da Idade Média. Já a teologia sistêmica inclui os filósofos escolásticos Anselmo, Alberto Magno e Tomás de Aquino.

#### Lista dos doutores
Até 1970, nenhuma mulher havia sido nomeada doutora da Igreja, mas, desde então, quatro entraram na lista: Santa Teresa de Ávila e Santa Catarina de Siena, proclamadas por Paulo VI; Santa Teresinha do Menino Jesus por João Paulo II e Santa Hildegarda de Bingen por Bento XVI.
Até hoje, a Igreja Católica reconheceu 37 doutores da Igreja. Destes, os que morreram antes do Grande Cisma de 1054 são também venerados pela Igreja Ortodoxa. Entre os doutores, 27 eram do ocidente e 10 do oriente; quatro eram mulheres, dezenove eram bispos, doze eram padres, um era diácono, três eram freiras, uma era uma virgem consagrada. Vinte e sete vieram da Europa, três da África e sete da Ásia. Doze doutores viveram no século IV, um recorde.
Os doutores dos três primeiros séculos são conhecidos como "Padres Apostólicos" ou "Padres Ante-Nicenos". Os séculos IX, X e XX não produziram nenhum doutor. O doutor que teve o menor período de espera entre sua morte e seu reconhecimento foi Afonso de Ligório, que morreu em 1787 e foi reconhecido em 1871 (84 anos); o que teve o mais longo foi Ireneu de Lyon, que esperou mais de 1800 anos.
| Imagem | Nome                            | Títulos                                             | Atividade                                                                                  | Nascimento              | Morte                   | Promovido | Papa           | Temas principais | Fonte  |
| ------ | ------------------------------- | --------------------------------------------------- | ------------------------------------------------------------------------------------------ | ----------------------- | ----------------------- | --------- | -------------- | --- | ------ |
|        | São Gregório, o Grande          | Magno                                               | Papa                                                                                       | c. 540                  | 12 de março de 604      | 1298      | Bonifácio VIII | * Fundador do papado medieval; * Grande organizador da Igreja durante as invasões bárbaras * Canto gregoriano * Evangelização dos anglo-saxões * Controvérsia contra Eutíquio; | [ 3 ]  |
|        | Santo Ambrósio                  |                                                     | Bispo de Milão                                                                             | c. 340                  | 4 de abril de 397       | 1298      | Bonifácio VIII | * Principal adversário do arianismo * Perseguição ao paganismo romano (influência sobre Teodósio I) * Defensor do poder da Igreja sobre o Império * Mariologia; | [ 4 ]  |
|        | Santo Agostinho                 | Doctor Gratiae                                      | Bispo de Hipona                                                                            | 354                     | 28 de agosto de 430     | 1298      | Bonifácio VIII | * Teologia da graça, guerra justa, predestinação e do pecado original; * "A Cidade de Deus" e "Confissões"; * Defesa do trinitarismo; * Incorporação de conceitos do neoplatonismo e do estoicismo ao cristianismo;                                                                  | [ 5 ]  |
|        | São Jerônimo                    |                                                     | Sacerdote Monge Cardeal (trad.)                                                            | c. 347                  | 30 de setembro de 420   | 1298      | Bonifácio VIII | * Tradução da Bíblia para o latim, conhecida como Vulgata; * Historiador da Igreja ("Chronicon" e "De Viris Illustribus"); * Polêmicas contra os arianos, pelagianos, origenistas e outras heresias;                                                                                 | [ 6 ]  |
|        | São João Crisóstomo             | Chrysostomos                                        | Arcebispo de Constantinopla                                                                | 347                     | 407                     | 1568      | Pio V          | * Poderosas homilias que demonstram sua habilidade oratória; * Controvérsia com Teodora; * "Divina Liturgia"; * Maior expoente da Escola de Antioquia da teologia patrística; * Teologia da fé;                                                                                      | [ 7 ]  |
|        | São Basílio de Cesareia         | Magno                                               | Bispo de Cesareia                                                                          | 330                     | 1 de janeiro de 379     | 1568      | Pio V          | * Grande adversário do arianismo, principalmente nas controvérsias contra Eunômio de Cízico e Apolinário; * Um dos fundadores do monasticismo oriental; | [ 8 ]  |
|        | São Gregório de Nazianzo        |                                                     | Arcebispo de Constantinopla                                                                | 329                     | 25 de janeiro de 379    | 1568      | Pio V          | * Maior retórico da era patrística; * Teologia sobre a Trindade, apocatástase e pneumatologia; * Polêmica contra o arianismo; | [ 9 ]  |
|        | Santo Atanásio                  | Doctor Incarnationis Athanasius Contra Mundum       | Patriarca de Alexandria                                                                    | 298                     | 2 de maio de 373        | 1568      | Pio V          | * Maior adversário do arianismo na era patrística; * Teologia sobre a Trindade; | [ 10 ] |
|        | São Tomás de Aquino             | Doctor Angelicus Doctor Communis Doctor Universalis | Sacerdote, O.P. Teólogo                                                                    | 1225                    | 7 de março de 1274      | 1568      | Pio V          | * Pai do tomismo; * Considerado o maior filósofo cristão ocidental (escolástica); * Incorporação dos conceitos aristotélicos ao cristianismo; * Teologia sobre a existência de Deus ("Quinque viae"); * Ampla obra teológica sobre quase todos os temas importantes do cristianismo; | [ 11 ] |
|        | São Boaventura                  | Doctor Seraphicus                                   | Cardeal-bispo de Albano Frade, O.F.M.                                                      | 1221                    | 15 de julho de 1274     | 1588      | Sisto V        | * Grande expoente do escolasticismo; * Uniu o aristotelismo de sua época ao neoplatonismo de Santo Agostinho; * Teologia sobre a revelação divina ("iluminação do intelecto"); * Grande filósofo cristão;                                                                            | [ 12 ] |
|        | Santo Anselmo                   | Doctor Magnificus Doctor Marianus                   | Arcebispo de Cantuária, O.S.B.                                                             | 1033                    | 21 de abril de 1109     | 1720      | Clemente XI    | * Criação do argumento ontológico sobre a existência de Deus; * Teologia sobre a visão da satisfação e Expiação; * Controvérsia das investiduras; | [ 13 ] |
|        | Santo Isidoro de Sevilha        |                                                     | Bispo de Sevilha                                                                           | 560                     | 4 de abril de 636       | 1722      | Inocêncio XIII | * Grande enciclopedista, autor das "Etymologiae"; * Adversário do arianismo na nobreza do Reino Visigodo; | [ 14 ] |
|        | São Pedro Crisólogo             | Chrysologos                                         | Bispo de Ravena                                                                            | 406                     | 450                     | 1729      | Bento XIII     | * Belas homilias contra o arianismo e monofisismo; * Homilias explicando o "Credo dos Apóstolos" e a Encarnação; | [ 15 ] |
|        | Papa Leão, o Grande             | Magno Doctor Ecclesiae                              | Papa                                                                                       | 400                     | 10 de novembro de 461   | 1754      | Bento XIV      | * Encontro com Átila em 452; * Adversário do monofisismo; * "Tomo de Leão", lido no Concílio de Calcedônia como declaração da fé ortodoxa cristã; * Afirmação inequívoca e diligente da primazia papal;                                                                              | [ 16 ] |
|        | São Pedro Damião                |                                                     | Cardeal-bispo de Óstia, O.S.B. Monge                                                       | 1007                    | 21 de fevereiro de 1072 | 1823      | Leão XII       | * Grande reformador das práticas do clero; * Adversário da simonia e autor do "Liber Gomorrhianus", contra os abusos sexuais do clero; | [ 17 ] |
|        | São Bernardo de Claraval        | Doctor Mellifluus                                   | Sacerdote, O.Cist.                                                                         | 1090                    | 21 de agosto de 1153    | 1830      | Pio VIII       | * Reformador da Ordem de Cister; * Protagonista no cisma papal de 1130; * Denúncia contra Pedro Abelardo; * Pregador da Segunda Cruzada; * Mariologia; | [ 18 ] |
|        | Santo Hilário de Poitiers       | Malleus Arianorum                                   | Bispo de Poitiers                                                                          | 300                     | 367                     | 1851      | Pio IX         | * Grande adversário do arianismo conhecido como "Martelo dos arianos"; * Teologia sobre a Trindade; | [ 19 ] |
|        | Santo Afonso de Ligório         | Doctor Zelantissimus                                | Bispo de Sant'Agata de' Goti, C.Ss.R (fund.)                                               | 27 de setembro de 1696  | 1 de agosto de 1787     | 1871      | Pio IX         | * Fundador da Congregação do Santíssimo Redentor; * Mais importante autor da teologia moral católica; * Obras muito populares sobre oração, o amor, seu relacionamento pessoal com Cristo e sua experiência pastoral;                                                                | [ 20 ] |
|        | São Francisco de Sales          |                                                     | Sacerdote C.O., T.O.M. Bispo de Genebra                                                    | 21 de agosto de 1567    | 28 de dezembro de 1622  | 1877      | Pio IX         | * Fundador da Ordem da Visitação de Santa Maria; * Importante adversário da Reforma Protestante; * Obras populares sobre a vida espiritual e pastoral; | [ 21 ] |
|        | São Cirilo de Alexandria        |                                                     | Arcebispo de Alexandria                                                                    | 376                     | 27 de julho de 444      | 1883      | Leão XIII      | * Adversário do nestorianismo e do novacianismo; * Perseguidor do paganismo na sé de Alexandria (vide Hipácia e Serapeu); | [ 22 ] |
|        | São Cirilo de Jerusalém         |                                                     | Patriarca de Jerusalém                                                                     | 315                     | 386                     | 1883      | Leão XIII      | * Adversário do arianismo; * Famoso por suas "Aulas Catequéticas", destinadas à educação dos catecúmenos; | [ 23 ] |
|        | São João Damasceno              | Doctor Assumptionis                                 | Sacerdote Monge                                                                            | 676                     | 5 de dezembro de 749    | 1883      | Leão XIII      | * Adversário do iconoclasma bizantino; * Teologia sobre a Assunção de Maria; * Autor da "Fonte da Sabedoria"; | [ 24 ] |
|        | São Beda                        | Doctor Anglorum                                     | Sacerdote, O.S.B Monge                                                                     | 672                     | 27 de maio de 735       | 1899      | Leão XIII      | * Autor da História Eclesiástica do Povo Inglês; * Importante autor exegético; * Historiador e cronologista da Igreja; | [ 25 ] |
|        | Santo Efrém da Síria            |                                                     | Diácono                                                                                    | 306                     | 373                     | 1920      | Bento XV       | * Grande hinologista, com mais de 400 obras sobreviventes; * Grande defensor da ortodoxia nicena contra uma miríade de heresias no oriente; | [ 26 ] |
|        | São Pedro Canísio               | Malleus Hereticus                                   | Sacerdote, S.J.                                                                            | 8 de maio de 1521       | 21 de dezembro de 1597  | 1925      | Pio XI         | * Adversário da Reforma Protestante; * Importante teologia pastoral e mariologia; | [ 27 ] |
|        | São João da Cruz                | Doctor Mysticus                                     | Sacerdote, O.C.D (fund.) Místico                                                           | 24 de junho de 1542     | 14 de dezembro de 1591  | 1926      | Pio XI         | * Fundador da Ordem dos Carmelitas Descalços; * Adversário da Reforma Protestante; * Importante teologia mística associada à doutrina da alma (principalmente "A Noite Escura da Alma" e "Ascensão do Monte Carmelo"); * Um dos mais importantes poetas da língua espanhola;         | [ 28 ] |
|        | São Roberto Belarmino           |                                                     | Arcebispo de Cápua, S.J. Teólogo                                                           | 4 de outubro de 1542    | 17 de setembro de 1621  | 1931      | Pio XI         | * Adversário da Reforma Protestante; * Autor das "Disputationes", que sintetizava as controvérsias de sua época; | [ 29 ] |
|        | Santo Alberto Magno             | Doctor Universalis Magnus                           | Bispo de Ratisbona, O.P. Teólogo                                                           | 1193                    | 15 de novembro de 1280  | 1931      | Pio XI         | * Importante filósofo escolástico e aristotélico; * Prolífico autor sobre os mais diversos temas científicos e teológicos de sua época; | [ 30 ] |
|        | Santo Antônio de Lisboa e Pádua | Doctor Evangelicus                                  | Sacerdote, O.F.M.                                                                          | 15 de agosto de 1195    | 13 de junho de 1231     | 1946      | Pio XII        | * Grande pregador, famoso por sua brilhante oratória; * Taumaturgo de grande prestígio; | [ 31 ] |
|        | São Lourenço de Brindisi        | Doctor Apostolicus                                  | Sacerdote, O.F.M.Cap Diplomata                                                             | 22 de julho de 1559     | 22 de julho de 1619     | 1959      | João XXIII     | * Adversário da Reforma Protestante e do islamismo; * Importante pregador, conhecido por sua brilhante oratória; * Importante mariologia e expoente da teologia querigmática; | [ 32 ] |
|        | Santa Teresa de Ávila           |                                                     | Mística Freira, O.C.D. (fund.)                                                             | 28 de março de 1515     | 4 de outubro de 1582    | 1970      | Paulo VI       | * Fundadora da Ordem dos Carmelitas Descalços; * Expoente da teologia mística, principalmente a doutrina da ascensão da alma ("O Castelo Interior" e "Caminho da Perfeição"); * Adversária da Reforma Protestante; * Experimentou diversas visões e êxtases durante a vida;          | [ 33 ] |
|        | Santa Catarina de Siena         |                                                     | Mística e visionária Freira, O.P. Virgem consagrada                                        | 25 de março de 1347     | 29 de abril de 1380     | 1970      | Paulo VI       | * Expoente da teologia mística, principalmente a doutrina da ascensão da alma ("O Diálogo da Providência Divina"); * Experimentou diversas visões e êxtases durante a vida; * Lutou para acabar com o Cisma do Ocidente e re-estabelecer o papado em Roma;                           | [ 34 ] |
|        | Santa Teresinha do Menino Jesus | Doctor Caritatis                                    | Freira, O.C.D.                                                                             | 2 de janeiro de 1873    | 30 de setembro de 1897  | 1997      | João Paulo II  | * Uma das autoras e santas mais populares da Igreja Católica ("A História de uma Alma"); * Defensora da devoção da Santa Face; * Teologia do "Pequeno Caminho"; | [ 35 ] |
|        | São João de Ávila               |                                                     | Místico Sacerdote                                                                          | 6 de janeiro de 1500    | 10 de maio de 1569      | 2012      | Bento XVI      | * Conhecido como "Apóstolo da Andaluzia" por sua atividade cristianizadora na região; * Brilhante pregador, deixou diversos sermões; * Autor da "Audi, filia"; | [ 36 ] |
|        | Santa Hildegarda de Bingen      |                                                     | Visionária Compositora Abadessa, O.S.B.                                                    | 1098                    | 17 de setembro de 1179  | 2012      | Bento XVI      | * Importante teóloga e acadêmica de sua época; * Compositora importante do canto gregoriano; | [ 37 ] |
|        | São Gregório de Narek           |                                                     | Monge Poeta                                                                                | 951                     | 1003                    | 2015      | Francisco      | * Monge, teólogo, filosofo e poeta medieval; * Mariólogo; | [ 38 ] |
|        | Santo Ireneu de Lyon            | Doctor Unitatis                                     | Bispo Mártir                                                                               | 113                     | 202                     | 2022      | Francisco      | *Bispo, teólogo, escritor e mártir; * Defensor da doutrina cristã contra os gnósticos; *Evangelizador dos povos francos e germanos | [ 39 ] |
|        | São John Henry Newman           |                                                     | Cardeal-diácono de São Jorge em Velabro Convertido do Anglicanismo Congregação do Oratório | 21 de fevereiro de 1801 | 11 de agosto de 1890    | 2025      | Leão XIV       | *Desenvolvimento da doutrina para descrever a forma como a doutrina católica se tornou cada vez mais detalhada e explícita ao longo dos séculos | [ 40 ] |

#### Doutores propostos
Em outubro de 2018, por ocasião da canonização do arcebispo mártir de San Salvador, Santo Óscar Romero, o atual arcebispo de San Salvador, Dom José Luis Escobar Alas, solicitou ao Papa Francisco que nomeasse Romero "Doutor da Igreja".
Em outubro de 2019, a Conferência Episcopal da Polônia apresentou uma petição formal ao Papa Francisco para considerar fazer do papa São João Paulo II "Doutor da Igreja" numa proclamação oficial, em reconhecimento das suas contribuições para a teologia, filosofia e literatura católica, bem como dos documentos formais do seu papado. Em outubro de 2020, fora anunciado que a Santa Sé havia dado parecer negativo sobre o possível reconhecimento.
Em janeiro de 2023, o Cardeal Angelo Bagnasco propôs que o Papa Bento XVI fosse declarado Doutor da Igreja "o mais rápido possível" por seu conhecimento teológico e contribuição na formação da atual doutrina católica. Em janeiro de 2024, o Arcebispo Georg Gänswein também se declarou a favor deste reconhecimento, bem como por sua canonização, um desejo compartilhado com o bispo emérito de Cefalù, Vincenzo Manzella. O Papa Francisco em seu livro "O Sucessor. Minhas memórias de Bento XVI" afirmou que "Bento XVI tem todas as características de um Doutor da Igreja". Para muitos estudiosos, ele seria digno deste título pois tornou-se um dos "teólogos mais importantes do século XX".
Em novembro de 2023, a USCCB votou para apoiar uma petição da Conferência Episcopal Católica da Inglaterra e País de Gales para que o Vaticano nomeasse São John Henry Newman como "Doutor da Igreja". O epíteto Doctor amicitiæ (Doutor da Amizade) foi sugerido para o cardeal Newman.
Em abril de 2024, durante uma audiência privada, o Papa Francisco recebeu um pedido formal do superior-geral dos Carmelitas Descalços, Miguel Márquez Calle, para declarar Santa Teresa Benedita da Cruz "Doutora da Igreja". Os Carmelitas Descalços lançaram primeiro uma comissão internacional para reunir a documentação necessária para a declaração em 2022, em comemoração ao 100º aniversário de sua conversão ao catolicismo e ao 80º aniversário de seu martírio.

#### Epítetos escolásticos
Embora não sejam chamados de Doutores da Igreja e nem reconhecidos como santos, muitos dos mais celebrados doutores de teologia e direito da Idade Média receberam um epíteto que expressa a natureza de seu conhecimento. Entre eles estão Beato João Duns Escoto (Doctor Subtilis), Beato Ramon Llull (Doctor Illuminatus), Beato João de Ruysbroeck (Doctor divinus ecstaticus), Alexandre de Hales (Doctor Irrefragabilis); Roger Bacon (Doctor Mirabilis), Gregório de Rimini (Doctor Authenticus), John Gerson (Doctor Christianissimus), Nicolau de Cusa (Doctor Christianus) e Francisco Suárez (Doctor Eximius).
Os Grandes Doutores
Dos diversos autores do período Patrístico, alguns possuem o título de Doutor da Igreja e, dentre eles, oito possuem destaque. Eles são os chamados "Quatro Grandes Padres do Oriente" e "Quatro Grandes Padres do Ocidente". Os padres do Ocidente foram promovidos a doutores em 1298, e os padres do Oriente receberam esse título em 1568. Junto com Tomás de Aquino, eleito doutor em 1567, estes oito santos são, portanto, os doutores mais antigos. São eles:
Quatro Grandes Padres do Ocidente:
1) Santo Ambrósio
2) Santo Agostinho
3) São Jerônimo
4) São Gregório Magno
Quatro Grandes Padres do Oriente:
1) Santo Atanásio
2) São Basílio
3) São Gregório de Nazianzo
4) São João Crisóstomo

## Outras igrejas

### Igreja Ortodoxa
A Igreja Ortodoxa honra também muitos dos santos pré-cisma, mas a aplicação do termo "Doutor da Igreja" não existe na prática geral da teologia oriental, que prescinde da necessidade de consultar uma lista de doutores oficialmente reconhecidos. O termo mais utilizado é "Pai" ou "Padre". Entre os sábios reconhecidos desta forma estão santos como Fócio, Gregório Palamas e Nicodemus, o Hagiorita. Um exemplo claro é formado pelos trio Basílio Magno, Gregório de Nazianzo e João Crisóstomo, reconhecidos como professores universais e chamados coletivamente de Três Santos Hierarcas, representando a cristianização da tradição e da educação helênica. Além de São João Evangelista, dois outros santos receberam o epíteto de "Teólogo", Gregório de Nazianzo e Simão, o Novo Teólogo.

### Anglicanismo
As igrejas da Comunhão Anglicana tendem a não utilizar o termo em seus calendários hagiológicos, preferindo expressões como "Professores da Fé" (em inglês:  Teacher of the Faith). Entre eles estão pessoas de antes e depois da Reforma, a maior parte reconhecida também como Doutores da Igreja pelas igrejas de rito latino da Igreja Católica. São eles Basílio Magno, Gregório de Nazianzo, Hilário, Francisco de Sales, Aquino, Cirilo de Jerusalém, Frederick Denison Maurice, William of Ockham, Anselmo, Catarina de Siena, Atanásio, Efrém, Cirilo de Alexandria, Ireneu de Lyon, Boaventura, Gregório de Níssa e sua irmã, Macrina, Brooke Foss Westcott, Jeremy Taylor, Bernardo de Claraval, Agostinho, Gregório Magno, Crisóstomo, Sérgio de Radonej, Teresa de Ávila, Richard Hooker, William Temple, Leão Magno, João Damasceno, Ambrósio e João da Cruz.
Como todos eles aparecem no calendário em no nível de "festas menores" ou "comemoração", a celebração é opcional. De maneira similar, como "no calendários dos santos, provisões na diocese ou locais podem ser feitas para suplementar o calendário nacional", os doutores da Igreja reconhecidos pela Igreja Católica podem também ser celebrados pela Igreja da Inglaterra.